# ノレエステ・カルテル
ノレエステ・カルテル (スペイン語:Cártel del Noreste) は、メキシコ合衆国の犯罪組織・麻薬カルテル。
この組織はメキシコのタマウリパス州に拠点を置いている。2023年現在ノレエステ・カルテルはメキシコ国内の10の州とメキシコと国境を接しているアメリカ合衆国、中米のグアテマラ共和国、エルサルバドル共和国、ホンジュラスそれに南米のコロンビア、ボリビア、ペルーに活動範囲を拡大させている。

## 活動史
ノレエステ・カルテルは2014年に麻薬犯罪組織にしてメキシコで最も危険な麻薬カルテルだったロス・セタスの残党の集まりが起源とされている。